# Anton Gustafsson
Carl Anton Gustafsson (* 25. února 1990 Karlskoga) je švédský hokejový útočník hrající za EHC Biel ve švýcarské National League A.

## Hráčská kariéra
Byl draftován v roce 2008 v prvním kole týmem Washington Capitals jako 21. celkově, pátý mezi hráči z Evropy.
Poté, co byl draftován, zůstal ve Švédsku, kde hrával druhou nejvyšší ligu HockeyAllsvenskan v týmu Bofors IK. 15. května 2009 podepsal tříletou nováčkovskou smlouvu s Capitals. Sezónu 2009/10 nezačal v Hershey Bears, ale v Borås HC, kam byl 15. října 2009 zapůjčen v rámci hostování. Na závěr sezóny se vrátil do týmu Hershey Bears, kde stihl odehrát jeden zápas proti Norfolk Admirals.
Přípravu na novou sezónu 2010/11 strávil v Capitals a v Hershey Bears, ale 9. října 2010 byl nakonec přidělen až do druhé farmy South Carolina Stingrays hrající ECHL. To se Gustafssonovi nelíbilo a informoval vedení klubu Capitals, že si nepřeje pokračovat v ECHL a vrátil se zpět do Švédska. Vedení Capitals s ním ihned pozastavilo smlouvu.
27. prosince 2010 se švýcarský tým SCL Tigers (National League A) domluvil s vedením Capitals o zapůjčení Gustafssona, který měl s Capitals stále platnou smlouvu (ta byla ukončena až v létě 2011). V SCL Tigers před ním působil také jeho otec, který byl v letech 1999–2001 jejich trenérem, a který v sezóně 2010/11 trénoval tým ZSC Lions. S krátkými přestávkami hrál za SCL Tigers až do roku 2018, kdy přestoupil do EHC Biel.

## Zajímavosti
Jeho otec Bengt-Åke Gustafsson je bývalý švédský hokejový útočník, který odehrál za Capitals 9 sezón a jako trenér získal s reprezentací Švédska zlaté medaile na Zimních olympijských hrách a Mistrovství světa v roce 2006.
Kvůli jeho krátkému působení v Severní Americe, kde nastoupil pouze k jednomu utkání v AHL, bývá jeho vybrání v prvním kole draftu považováno za jednu z nejhorších voleb Capitals posledních let.

## Ocenění a úspěchy
- 2015 NLB – Nejlepší střelec v playoff
- 2015 Postup s týmem SCL Tigers do NLA

## Prvenství
- Debut v AHL – 4. dubna 2010 (Norfolk Admirals proti Hershey Bears)
- První asistence v AHL – 4. dubna 2010 (Norfolk Admirals proti Hershey Bears)

## Klubové statistiky
| Sezóna               | Klub                 | Soutěž               |    | Základní část | Základní část | Základní část | Základní část | Základní část |   | Play off | Play off | Play off | Play off | Play off |
| Sezóna               | Klub                 | Soutěž               | Z  | G             | A             | B             | TM            | Z             | G | A        | B        | TM       |          |          |
| 2005/2006            | Karlskoga HC         | Div. 2               | —  | 3             | 0             | 3             | 0             | —             | — | —        | —        | —        |          |          |
| 2006/2007            | Frölunda HC          | S Elit-18            | 4  | 1             | 1             | 2             | 6             | —             | — | —        | —        | —        |          |          |
| 2006/2007            | Frölunda HC          | Allsv-18             | 4  | 2             | 3             | 5             | 2             | 6             | 3 | 1        | 4        | 2        |          |          |
| 2006/2007            | Frölunda HC          | S Elit-20            | 26 | 5             | 3             | 8             | 24            | 8             | 0 | 0        | 0        | 8        |          |          |
| 2007/2008            | Frölunda HC          | Allsv-18             | 1  | 0             | 1             | 1             | 2             | —             | — | —        | —        | —        |          |          |
| 2007/2008            | Frölunda HC          | S Elit-20            | 33 | 15            | 17            | 32            | 55            | 2             | 1 | 0        | 1        | 2        |          |          |
| 2007/2008            | Frölunda HC          | SEL                  | 1  | 0             | 0             | 0             | 0             | —             | — | —        | —        | —        |          |          |
| 2008/2009            | Frölunda HC          | S Elit-20            | 2  | 0             | 0             | 0             | 4             | 5             | 3 | 4        | 7        | 4        |          |          |
| 2008/2009            | Bofors IK            | Allsv                | 25 | 6             | 4             | 10            | 22            | —             | — | —        | —        | —        |          |          |
| 2009/2010            | Borås HC             | Allsv                | 34 | 6             | 12            | 18            | 20            | —             | — | —        | —        | —        |          |          |
| 2009/2010            | Hershey Bears        | AHL                  | 1  | 0             | 2             | 2             | 0             | —             | — | —        | —        | —        |          |          |
| 2010/2011            | SCL Tigers           | NLA                  | 11 | 0             | 1             | 1             | 2             | 1             | 0 | 0        | 0        | 0        |          |          |
| Celkem v Allsvenskan | Celkem v Allsvenskan | Celkem v Allsvenskan | 59 | 12            | 16            | 28            | 42            | —             | — | —        | —        | —        |          |          |